# Língua fox
A língua Fox (conhecida por diversos outros nomes,como Mesquakie, Meskwaki, Mesquakie-Sauk, Mesquakie-Sauk-Kickapoo, Sac & Fox,outros) é uma lingual algonquiana, falada pelos cerca de mil índios Fox (tribo), Sauk e Kickapoo em vários locais do Meio-Oeste americano e no norte do México.

## Dialetos
São três os dialetos Fox:
- o próprio Fox (também chamado Mesquakie, Meskwaki, Meshkwahkihaki)
- Sauk (também chamado Sac, Sac & Fox)
- Kickapoo (tambám chamado Kikapú; muitos consideram como uma lingual separada mas relacionada. Se o  Kickapoo for considerado como lingual separada, os falantes de Fox mais Sac são entre 200 e 300..

## Falantes
A maioria dos falantes é de idosos ou de meia idade, fazendo com que a língua esteja seriamente ameaçada de extinção. A escola tribal do Assentamento Meskwaki em Iowa prove educação bilingue para as crianças. Proeminentes estudiosos que fazem pesquisas sobre a língua são Ives Goddard e Lucy Thomason do Instituto Smithsoniano e Amy Dahlstrom da Universidade de Chicago.

## Escrita
Forma do alfabeto latino com 4 vogais (A, E, I, O) com e sem acento circunflexo;  Consoantes somente 9 (H. K, M, N, P, S, T, W, Y) mais Ch, Sh, Th;

## Fonologia
Os fonemas consoantes do Fox são informados na tabela que se segue. São oito os sons vogais: curtos /a, e, i, o/ e longos /aː, eː, iː, oː/. 
|                |                | Labial | Alveolar | Postalveolar ou Palatal | Velar | Glotal |
| -------------- | -------------- | ------ | -------- | ----------------------- | ----- | ------ |
| Nasal Oclusiva | Nasal Oclusiva | m      | n        |                         |       |        |
| Consoante      | plana          | p      | t        | tʃ                      | k     |        |
| Consoante      | pré aspirada   | ʰp     | ʰt       | ʰtʃ                     | ʰk    |        |
| Fricativa      | Fricativa      |        | s        | ʃ                       |       | h      |
| Aproximante    | Aproximante    |        |          | j                       | w     |        |

Exceto onde estão envolvidas as consoantes  /j/ ou /w/, a única possibilidade de consoantes juntas é com ʃk.